# Tachykardia zatokowa
Tachykardia zatokowa (łac. tachycardia sinusalis) – przyspieszenie fizjologicznego rytmu serca (tak zwanego rytmu zatokowego, czyli nadawanego przez węzeł zatokowy), powyżej 100 uderzeń na minutę. Warunkiem rozpoznania tachykardii zatokowej, jest występowanie prawidłowych pobudzeń serca, a jedynym stwierdzanym odchyleniem jest przyspieszenie jego rytmu.
Tachykardia zatokowa jest prawidłową reakcją organizmu w sytuacji, gdy pojawia się zwiększone zapotrzebowanie metaboliczne lub konieczność podtrzymania lub podwyższenia wysokości ciśnienia tętniczego. Dochodzi do tego zarówno w sytuacjach fizjologicznych, jak i patologicznych:

- stres
- używki (kofeina, nikotyna, alkohol)
- wysiłek tlenowy
- niewydolność serca
- niedotlenienie
- zapalenie mięśnia sercowego
- gorączka
- posocznica
- utrata krwi
- nadczynność tarczycy
- odwodnienie
- wstrząs.

Tachykardia zatokowa, będąc reakcją fizjologiczną, pozostaje pod kontrolą homeostazy organizmu. Gdy zaczyna się wymykać spod kontroli – pojawia się stan zwany nieadekwatną tachykardią zatokową. Szybkość akcji mieści się zwykle w granicach 100–160 uderzeń na minutę i może wystąpić zwiększona męczliwość lub nawet omdlenie.
Stan ten jest uzależniony od zwiększonej aktywności receptorów β serca, dlatego w leczeniu tego stanu stosuje się leki beta-adrenolityczne, a w przypadku ich nieskuteczności ablację węzła przedsionkowo-komorowego z następowym wszczepieniem rozrusznika serca.

## KryteriaEKGrozpoznania tachykardii zatokowej
1. częstotliwość większa niż 100 uderzeń na minutę
2. rytm miarowy
3. załamek P dodatni, o prawidłowej morfologii
4. odstęp PQ o czasie trwania 0,12–0,20 s (zmniejsza się proporcjonalnie do zwiększenia częstości serca)
5. zespół QRS o prawidłowej morfologii i czasie trwania poniżej 0,12 s